# Invasion vom Aldebaran
Invasion vom Aldebaran (orig.: Inwazja z Aldebarana, 1959) des polnischen Autors Stanisław Lem ist eine Science-Fiction-Kurzgeschichte, die auf Deutsch zuerst in der Kurzgeschichtensammlung Test (1968) erschienen ist. Sie erzählt von einem missglückten Versuch zweier Bewohner des Aldebaran, die Erde zu kolonialisieren.

## Inhalt
Nachdem die beiden Abgesandten mit den Proben aus dem Jupitersystem ihren Telepathikus (Übersetzer) hatten füttern können, entschlossen sie sich auch noch den dritten, eher uninteressanteren Planeten des Sonnensystems unter die Lupe zu nehmen. Schon beim Eintritt in die Atmosphäre waren erste Anzeichen einer höheren Zivilisation erkennbar. Solche Planeten kolonialisierten die Aldebaraner vornehmlich, da nicht so hohe Investitionen in bauliche und industrielle Unternehmungen anfielen.
Als die beiden Pioniere spätabends eine Straße entdeckten, konnten sie umgehend mit ihrem Ultraskop das Abbild eines zweibeinigen Wesens (auf der Flucht) modellieren. Mit diesem Kostüm verkleidet begannen sie ihre ersten Kommunikationsversuche bei einem stark schwankenden Zweibeiner, der kurze Zeit später die Straße passierte. Es handelte sich um Frank Jołas, der kurz vorher einen Streit mit Franek Pajdrak gehabt hat. Dieser glaubte nun, ihm werde von zwei engagierten Schlägern aufgelauert, und schlägt im Affekt die Aldebaraner tot.